# Kunstrijden op de Olympische Winterspelen 2018 - Paren
Het kunstrijden voor paren tijdens de Olympische Winterspelen 2018 vond plaats op 14 en 15 februari 2018 in de Gangneung Ice Arena in Pyeongchang, Zuid-Korea. Regerend olympisch kampioen was het Russische koppel Tatjana Volosozjar en Maksim Trankov.
Na vier eerdere deelnames, waaronder drie keer met Robin Szolkowy, werd Aliona Savchenko bij haar vijfde poging met haar nieuwe partner Bruno Massot voor Duitsland eindelijk olympisch kampioen. De regerend wereldkampioenen Sui Wenjing en Han Cong uit China wonnen de zilveren medaille en het Canadese paar Meagan Duhamel en Eric Radford veroverde het brons.

## Tijdschema
| Datum       | Lokale tijd | MET   | Kür       |
| ----------- | ----------- | ----- | --------- |
| 14 februari | 10:00       | 02:00 | Korte kür |
| 15 februari | 10:30       | 02:30 | Vrije kür |

## Uitslag
| #                      | Olympiër                                   | NOC | Punten | Korte kür   | Vrije kür   |
| ---------------------- | ------------------------------------------ | --- | ------ | ----------- | ----------- |
| Goud                   | Aliona Savchenko Bruno Massot              | GER | 235.90 | 76.59 (4)   | 159.31 (1)  |
| Zilver                 | Sui Wenjing Han Cong                       | CHN | 235.47 | 82.39 (1)   | 153.08 (3)  |
| Brons                  | Meagan Duhamel Eric Radford                | CAN | 230.15 | 76.82 (3)   | 153.33 (2)  |
| 4                      | Jevgenia Tarasova Vladimir Morozov         | OAR | 224.93 | 81.68 (2)   | 143.25 (4)  |
| 5                      | Vanessa James Morgan Ciprès                | FRA | 218.53 | 75.34 (6)   | 143.19 (5)  |
| 6                      | Valentina Marchei Ondřej Hotárek           | ITA | 216.59 | 74.50 (7)   | 142.09 (6)  |
| 7                      | Natalja Zabijako Aleksandr Enbert          | OAR | 212.88 | 74.35 (8)   | 138.53 (7)  |
| 8                      | Yu Xiaoyu Zhang Hao                        | CHN | 204.10 | 75.58 (5)   | 128.52 (11) |
| 9                      | Julianne Séguin Charlie Bilodeau           | CAN | 204.02 | 67.52 (12)  | 136.50 (8)  |
| 10                     | Nicole Della Monica Matteo Guarise         | ITA | 202.74 | 74.00 (9)   | 128.74 (10) |
| 11                     | Kirsten Moore-Towers Michael Marinaro      | CAN | 198.11 | 65.68 (13)  | 132.43 (9)  |
| 12                     | Kristina Astachova Aleksej Rogonov         | OAR | 194.45 | 70.52 (10)  | 123.93 (13) |
| 13                     | Ryom Tae-ok Kim Ju-sik                     | PRK | 193.63 | 69.40 (11)  | 124.23 (12) |
| 14                     | Anna Dušková Martin Bidař                  | CZE | 186.33 | 63.25 (15)  | 123.08 (14) |
| 15                     | Alexa Scimeca Chris Knierim                | USA | 185.82 | 65.55 (14)  | 120.27 (15) |
| 16                     | Annika Hocke Ruben Blommaert               | GER | 171.98 | 63.04 (16)  | 108.94 (16) |
| Vrije kür niet bereikt |                                            |     |        |             |             |
| 17                     | Peng Cheng Jin Yang                        | CHN |        | 062.61 (17) |             |
| 18                     | Jekaterina Aleksandrovskaja Harley Windsor | AUS |        | 061.55 (18) |             |
| 19                     | Paige Conners Evgeni Krasnopolski          | ISR |        | 060.35 (19) |             |
| 20                     | Miriam Ziegler Severin Kiefer              | AUT |        | 058.80 (20) |             |
| 21                     | Miu Suzaki Ryuichi Kihara                  | JPN |        | 057.74 (21) |             |
| 22                     | Kim Kyu-eun Alex Kang-chan Kam             | KOR |        | 042.93 (22) |             |